# 16997 Garrone
A 16997 Garrone (ideiglenes jelöléssel 1999 CO32) a Naprendszer kisbolygóövében található aszteroida. A LINEAR projekt keretében fedezték fel 1999. február 10-én.